# 물닭
물닭(영어: Eurasian coot, 학명: Fulica atra)은 뜸부기과에 속하는 새이다. 학명은 라틴어에서 비롯되었으며, Fulica는 검둥오리를, atra는 "검은색"을 뜻한다. 유럽, 아시아, 오스트레일리아, 아프리카의 일부 지역에서 볼 수 있다. 오스트레일리아의 아종은 오스트레일리안 쿳(Australian coot)이라고 부른다.

## 분포

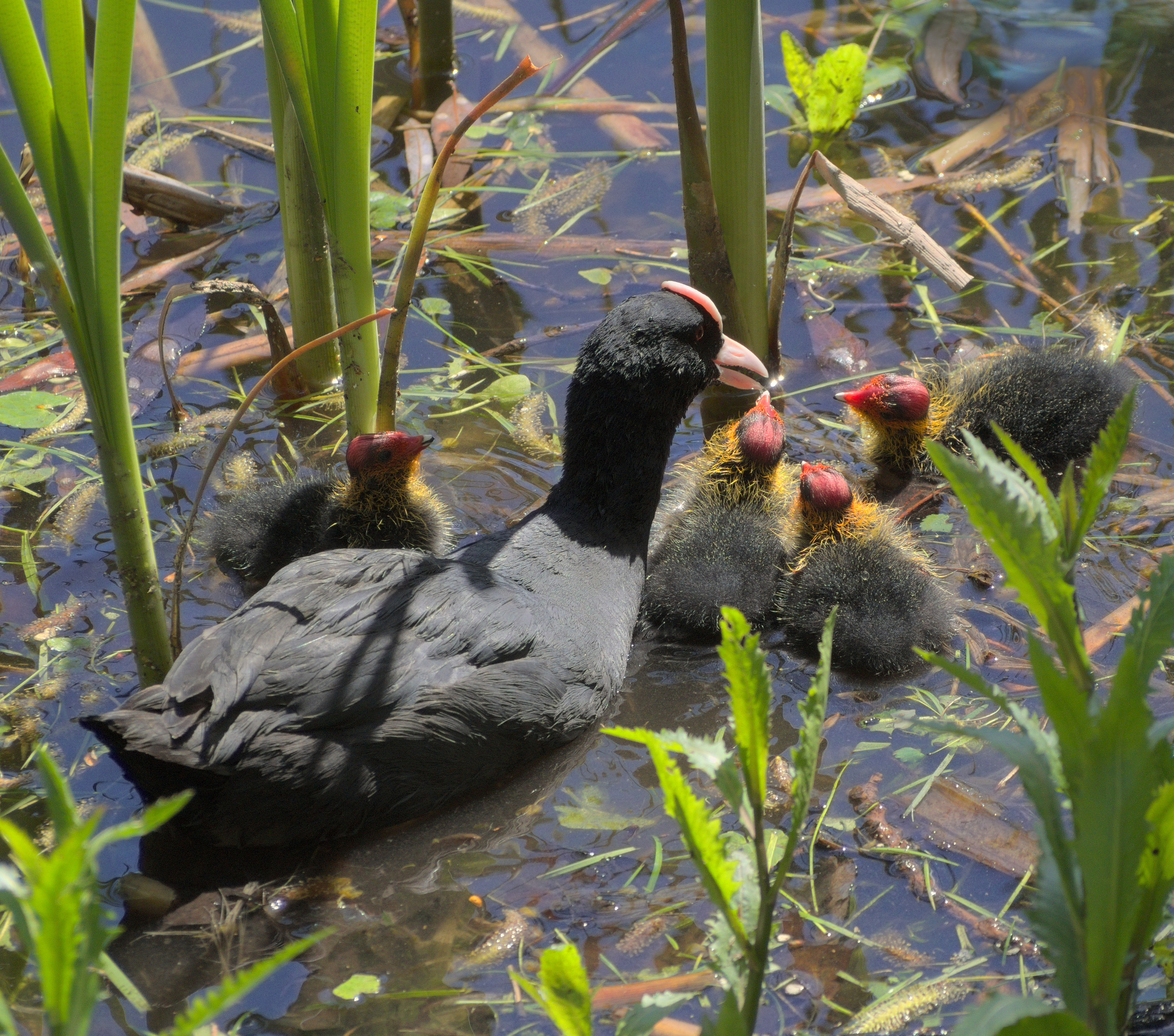

물닭은 민물호와 연못이 있는 구세계의 대부분 지역에서 번식한다. 유럽, 아시아, 오스트레일리아, 아프리카에서 서식, 번식한다. 이 종들은 최근 뉴질랜드로 확대되고 있다. 더 온화한 지역에 거주하지만 겨울에 물이 얼면 아시아로부터 훨씬 떨어진 남서쪽으로 이주한다.

## 개요

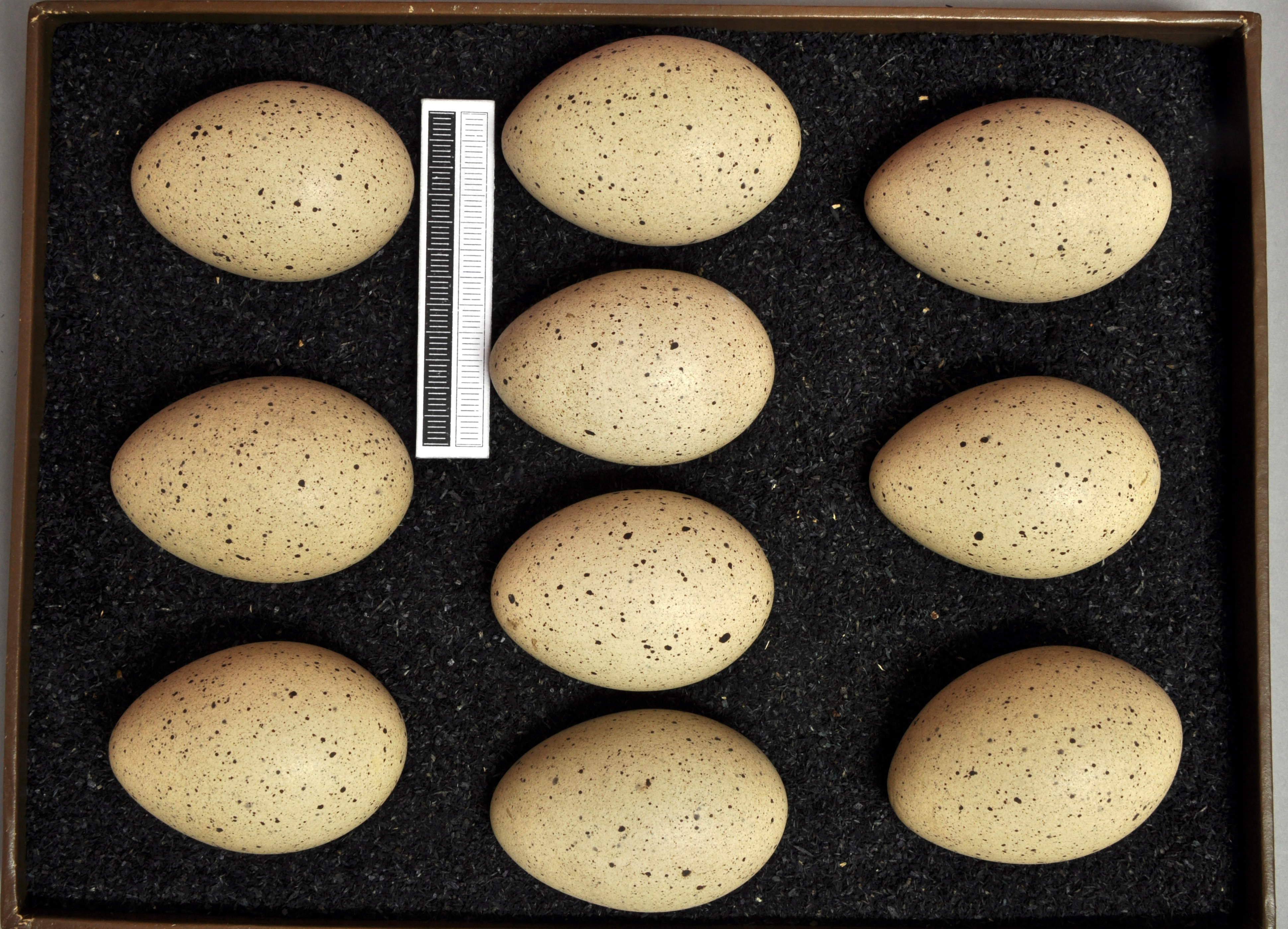
알. 독일의 박물관.

물닭의 길이는 32~42 센티미터이고, 몸무게는 585~1199 그램에 이르며, 흰 이마판을 제외하고 대부분 검은색이다. 수영을 치는 종들은 길고 튼튼한 발가락에 부분적인 띠를 두루고 있다.
어린 물닭은 다 큰 물닭에 비해 빛깔이 더 창백하며 흰 가슴이 있고 이마판이 없다. 약 3~4개월이 되면 다 큰 검은 새의 깃털은 발달하지만 흰 이마판은 약 1년이 지나야 완전히 성숙해진다.
탁탁치는 소리, 폭발음, 트럼펫 소리등 소리를 낼만큼 시끄러우며 밤에 자주 소리를 낸다.

## 행동

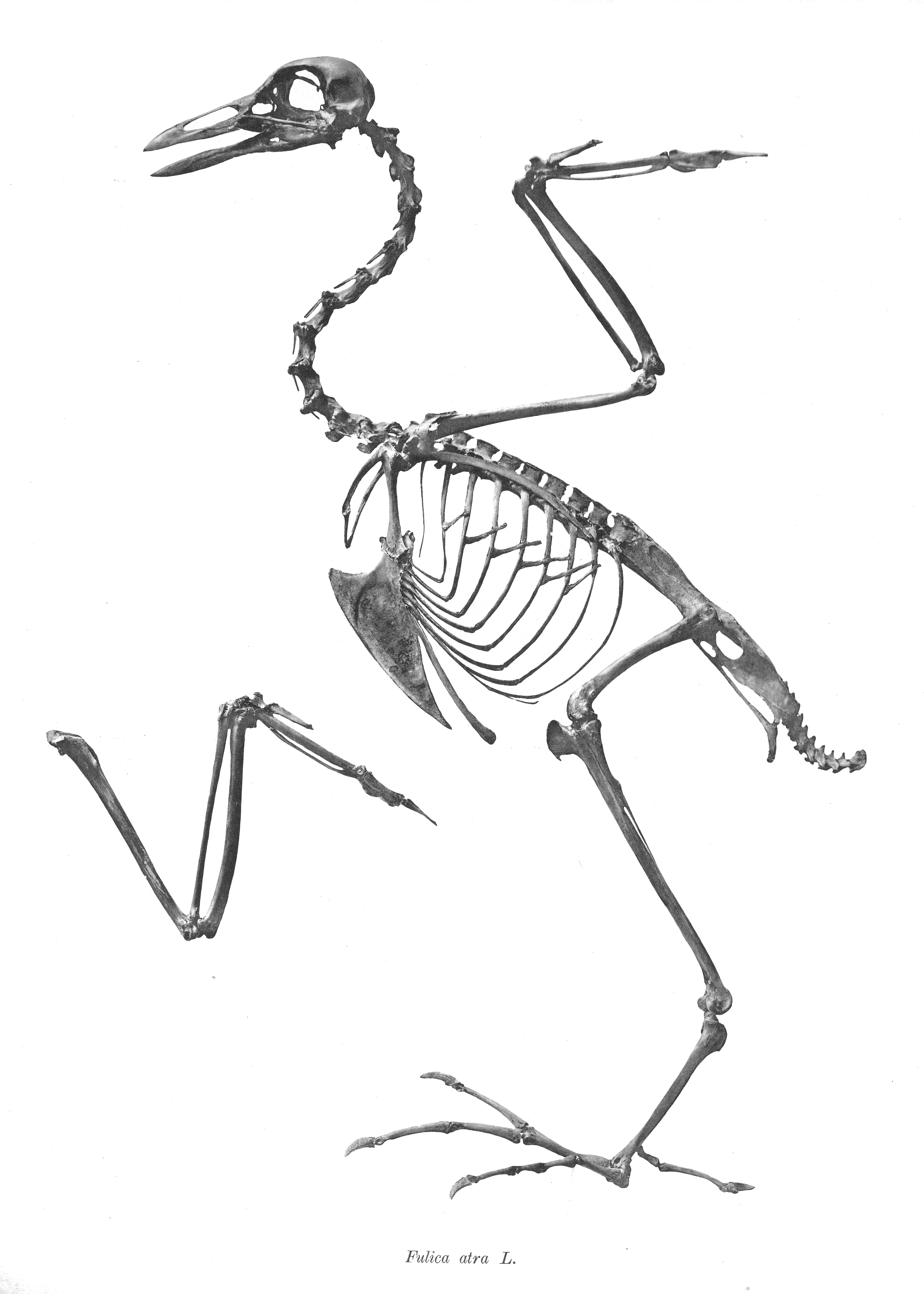
물닭의 뼈대

물닭은 개방된 물에서 헤엄치는 모습이나 물가 초지를 걷는 모습을 쉽게 볼 수 있다. 공격적인 종으로서 짝짓기 시기에 영토 주장을 심하게 하며 부모에게도 영토 방어 자세를 취한다. 짝짓기 기간이 아닌 시기에는 큰 무리를 이루는데, 이는 포식자를 피하기 위한 것으로 짐작된다.
평소 날아다니는 것을 꺼려하며 도약할 때에는 첨벙거리며 물 위를 달린다. 서식지 이주는 주로 야간에 이루어지며 넓은 지역을 날아다닌다.

## 상태
물닭은 AWEA(Agreement on the Conservation of African-Eurasian Migratory Waterbirds)가 적용되는 종들 가운데 하나이다.

## 화석 기록
Fulica atra pontica 아종은 불가리아 흑해 해안에서 동기 시대(약 4800-4400 BP) 때부터 기록되고 있다.